# Kokusai Ku-7
Kokusai Ku-7 (яп. 真鶴 «Маназуру» («Журавль»)) — проект планера имперской армии Японии периода Второй мировой войны. Кодовое имя союзников - «Базард» (англ. Buzzard). 

## История создания
В 1942 году фирма Kokusai получила заказ на изготовление тяжёлого транспортного планёра, который получил название Ku-7. Поскольку проект не имел высокого приоритета, то работы шли медленно. Еще одним фактором, который тормозил работы, было то, что Ku-7 должен быть самым большим планёром из тех, что когда-либо выпускались в Японии.
Новая машина имела оригинальную конструкцию. Несмотря на большие размеры, она была построена по двухбалочноё схеме с разнесенным оперением и большой центральной гондолой, в которой могли разместиться 32 полностью экипированыx десантникa или цистерна с топливом массой 8 тонн. Шасси не складывалось. Загрузка и разгрузка планёра осуществлялась через раздвижные секции в задней части гондолы. Из-за большой массы планёр могли буксировать только тяжёлые бомбардировщики Ki-49-II или Ki-67-I.
Первый полет состоялся в августе 1944 года. Но на то время положение Японии значительно ухудшилось, в приоритете авиационной промышленности были истребители, особенно истребители-перехватчики, поэтому Ku-7 в серию не пошёл. Но несмотря на это, фирма Kokusai по собственной инициативе разработала на базе Ku-7 прототип тяжёлого транспортного самолёта Kokusai Ki-105.

## Модификации
- Ku-7
- Ku-7-II: первоначальное наименование Ki-105.
- Kokusai Ki-105 Ohtori

## Тактико-технические характеристики
Технические характеристики
- Экипаж: 2 человека

- Пассажиры: 32 человека

- Длина: 19,92 м

- Размах крыла: 35,00 м

- Масса пустого самолёта: 3 536 кг

- Масса снаряженного самолёта: 12 000 кг

Лётные характеристики
- Крейсерская скорость: 220 км/ч

- Максимальная скорость: 335 км/ч